# Madarassy János (tanár)
Gojzesti és mezőmadarasi Madarassy János (Eger, 1802. január 11. – Buda, Várnegyed, 1861. július 28.) bölcseleti és jogi doktor, líceumi jogtanár, jogi író.

## Élete
Bölcseleti és jogi tanulmányainak elvégzése után mint hites ügyész az egri érseki líceumben a magyar polgári és büntető törvénytudomány rendes tanítója lett. Heves és Külső-Szolnok, úgy Békés és Gömör vármegyék táblabirája s esküdtje, majd aljegyzője s jegyzője volt. Később könyvvizsgálóként dolgozott Budán, helytartótanácsos és a királyi ítélőtábla birája volt.

## Munkái
- Assertiones ex universo jure et scientiis politico cameralibus. Pestini, 1823.
- Smmaria adumbratio institutionum juris hungarici privati. Agriae, 1833.
- A magyar polgári törvénytudomáy vázlata. Kelemen Imre, Markovics János s többek után, és a legújabb törvények szerint közhasználatra. Eger, 1845.